# 六胸遠環蚓
六胸遠環蚓（学名：Amynthas sexpectatus）为巨蚓科遠環蚓屬下的一个种。